# Калиновское (электродепо)
ТЧ-1 «Кали́новское» — электродепо Екатеринбургского метрополитена.
Ближайшая станция — «Проспект Космонавтов». Имеется прямой выход к железнодорожным путям на станции Калиновка, принадлежащей ж/д службе ОАО «Уралмаш».

## Описание
В электродепо от эксплуатируемых тоннелей линии проложена служебно-соединительная ветка из двух параллельных перегонных тоннелей длиной около 900 метров каждый, построенных открытым способом. Ветка, идущая к электродепо, начинается от тупика на конечной станции «Проспект Космонавтов», идёт сначала вдоль проспекта Космонавтов, затем поворачивает направо возле улицы Индустрии и далее идёт по маршруту улиц Парниковой, Тепличной и Шефской. Время выхода поездов на главную трассу — 2 минуты.
Электродепо способно принимать 21 пятивагонный состав, не считая резервных вагонов. Число отстойно-ремонтных пролётов — 21, число мотодепо — 4.
Сметная стоимость электродепо на 1990 год составляла около 8 млн рублей.

## Обслуживаемые линии
| # | Линия  | Период                 |
| - | ------ | ---------------------- |
| 1 | Первая | 1991 — настоящее время |

## Подвижной состав

### Пассажирский подвижной состав
| Тип вагонов      | Период                 | Вагонов в составе | Состояние               |
| ---------------- | ---------------------- | ----------------- | ----------------------- |
| 81-717.5/714.5   | 1991 — настоящее время | 4                 | регулярная эксплуатация |
| 81-717.5М/714.5М | 2011 — настоящее время | 4                 | регулярная эксплуатация |
| 81-717.6/714.6   | 2019 — настоящее время | 4                 | регулярная эксплуатация |

В качестве основной пассажирской единицы подвижного состава используются вагоны типа 81-717.5/714.5, 81-717.5М/714.5М и 81-717.6/714.6. Парк депо составляют 70 вагонов, один состав формируется из 4 вагонов.